# Église Saint-Pierre-Saint-Paul de Villenauxe-la-Grande
Pour les articles homonymes, voir Église Saint-Pierre-et-Saint-Paul.
L'église Saint-Pierre-Saint-Paul est une église catholique située à Villenauxe-la-Grande, en France.

## Localisation
L'église est située dans le département français de l'Aube, sur la commune de Villenauxe-la-Grande.

## Historique
Elle date du XIIIe siècle. Bâtie sans transept, elle a un collatéral qui ceint le chœur. Le sanctuaire est à cinq pans et du XIIIe ainsi que les chapelles qui l'entoure.
Si les deux premières travées de la nef sont du XIIIe siècle, les quatre du milieu sont du XVe et les deux dernières du XVIe, elles sont de longueur irrégulière. L'église devait avoir deux tours, une seule fut commencée au XVIe, finie au XVIIe elle fut restaurée au XIXe.
Jusqu'au XVIIIe siècle, des boutiques étaient abritées entre les contreforts.
L'édifice est classé au titre des monuments historiques par la liste de 1840.
À la suite d'un bombardement allemand le 13 juin 1940, ses vitraux furent soufflés. Ils ont été remplacés, créés par David Tremlett et réalisés par les maîtres-verriers Benoît et Stéphanie Marq (Atelier Simon Marq de Reims). Ils ont été inaugurés le 24 octobre 2005 en présence du ministre de la Culture de la Communication. Cette réalisation concerne l’ensemble des 24 baies de l’église, soit une surface d’environ 200 m2. Le concept de la création repose, pour David Tremlett, sur l’association entre formes architectoniques et couleurs. Doter cette église du XVe siècle de vitraux contemporains s’inscrit dans la continuité d’une tradition solidement ancrée en Champagne-Ardenne. Cette région est, en effet, riche en verrières anciennes.

## Images

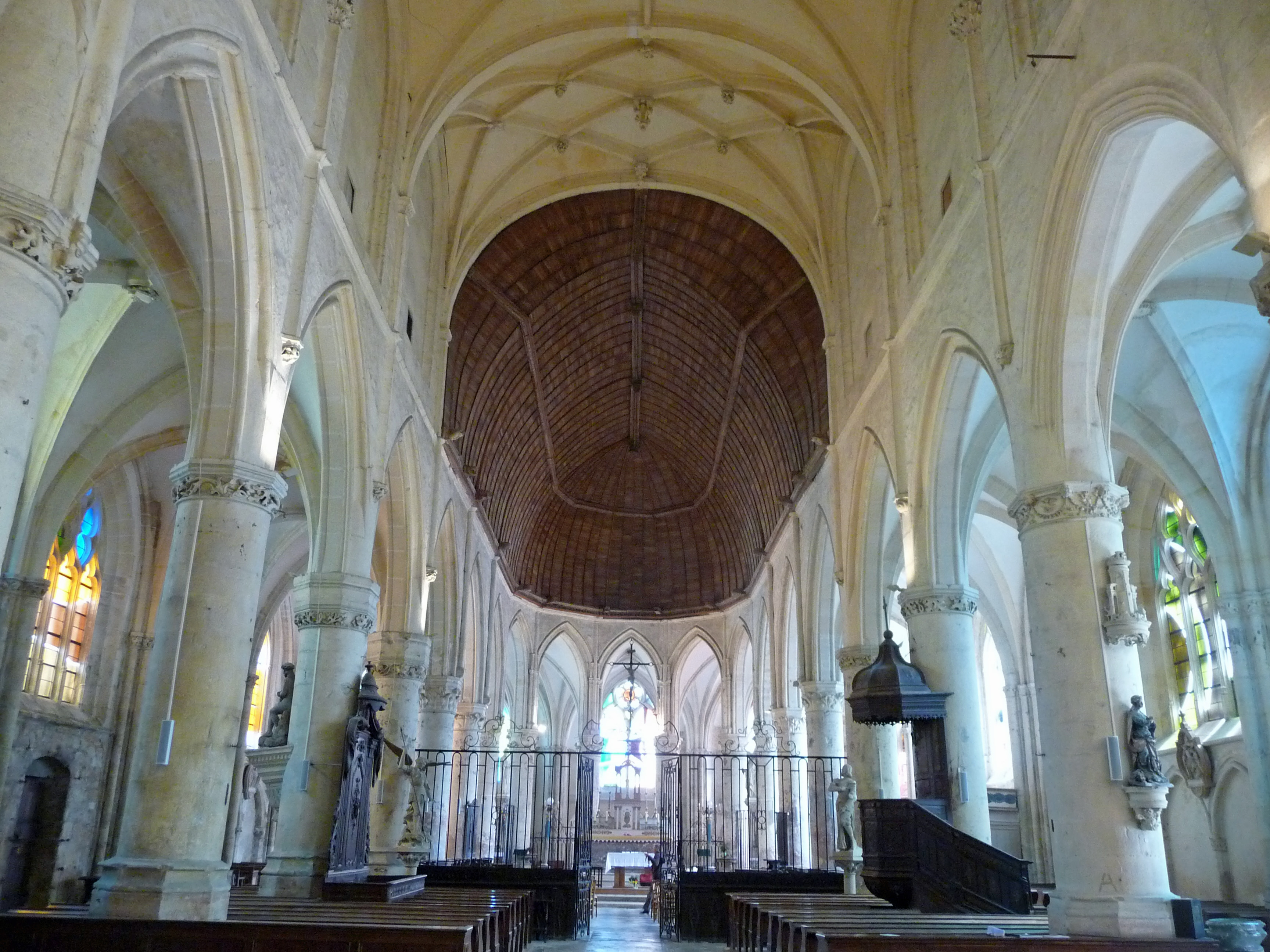
Nef.
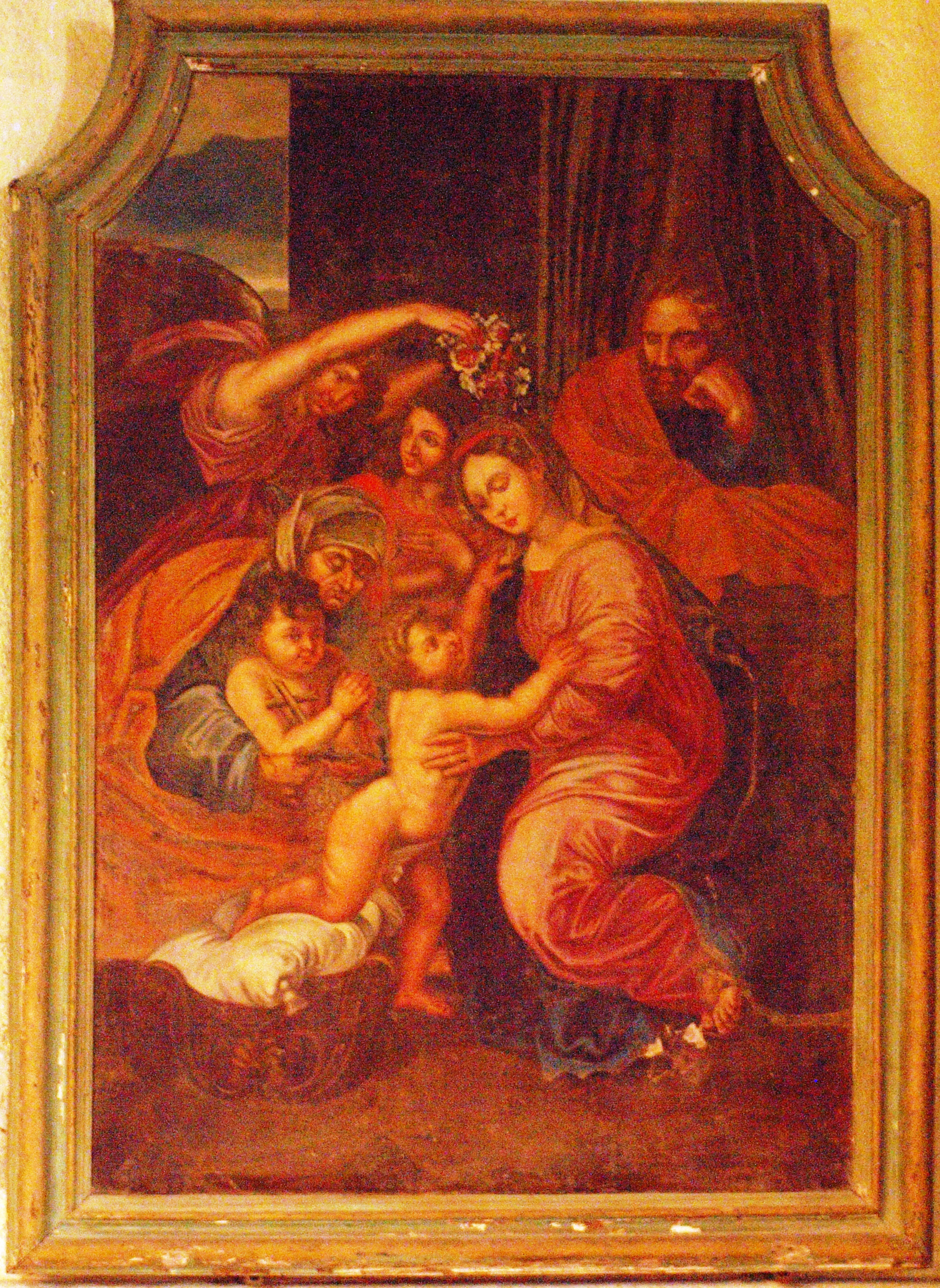
Sainte famille[3] du XVIIIe siècle.
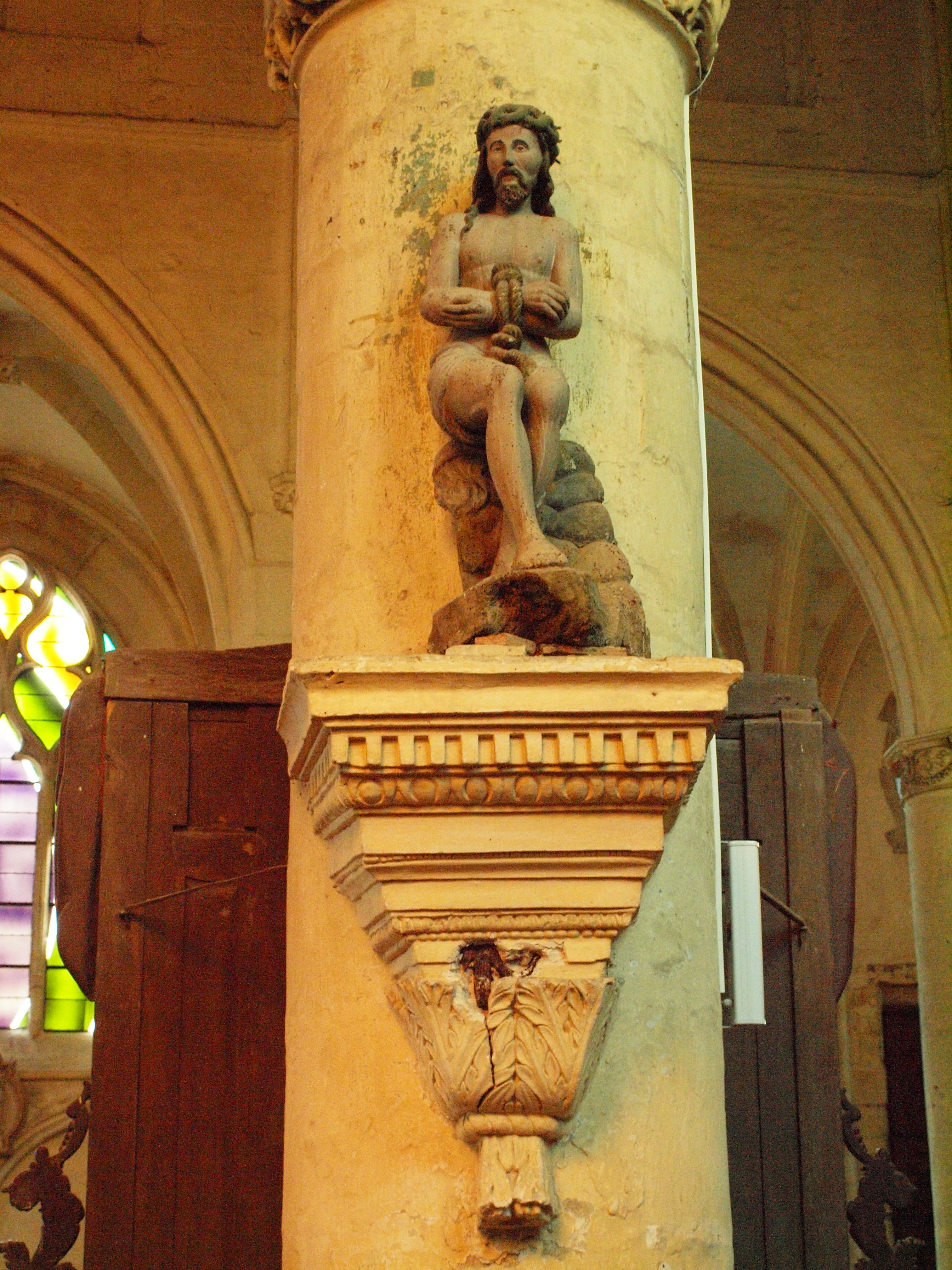
Christ aux liens[4].
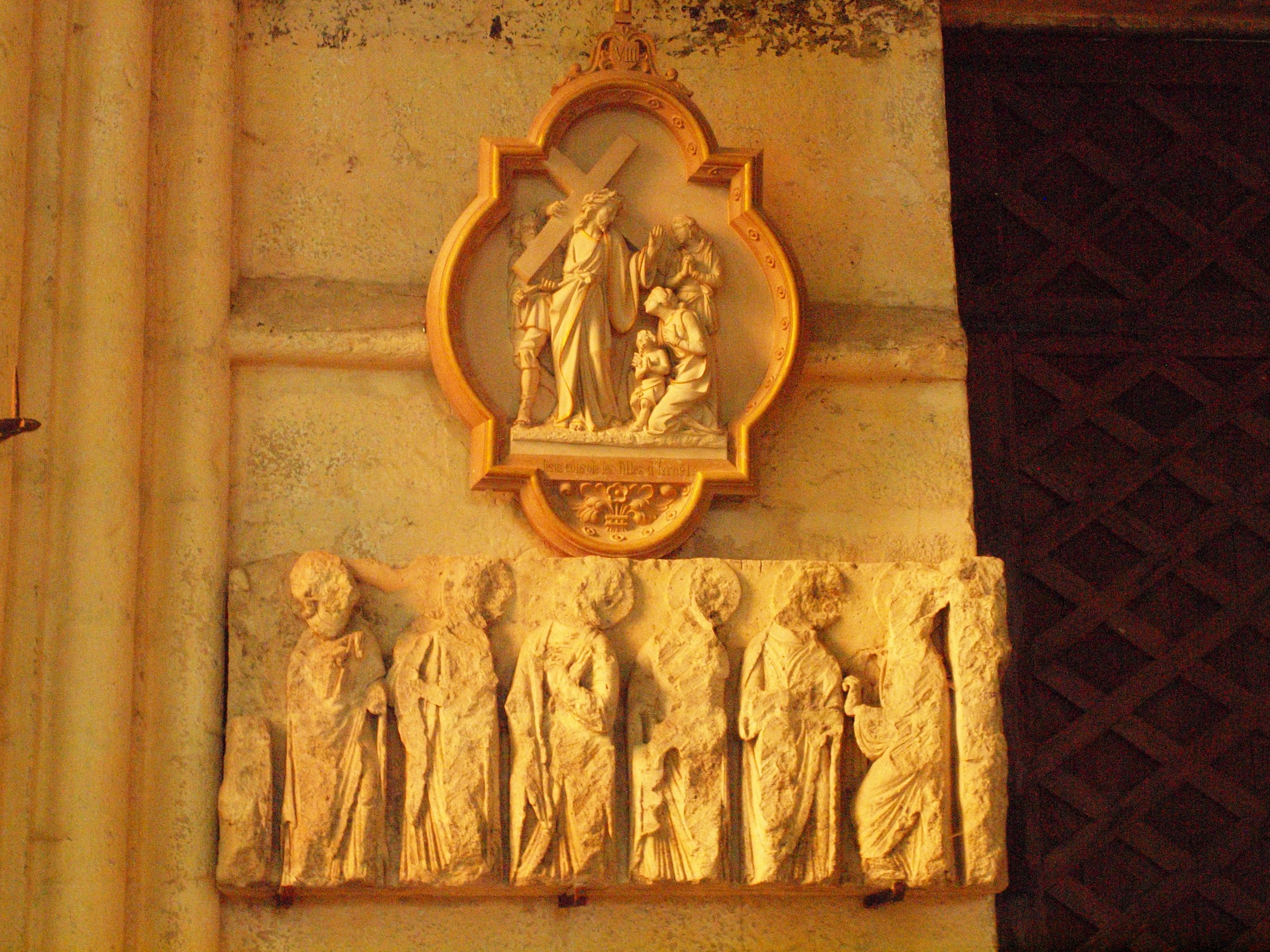
Chemin de croix et linteau[5].
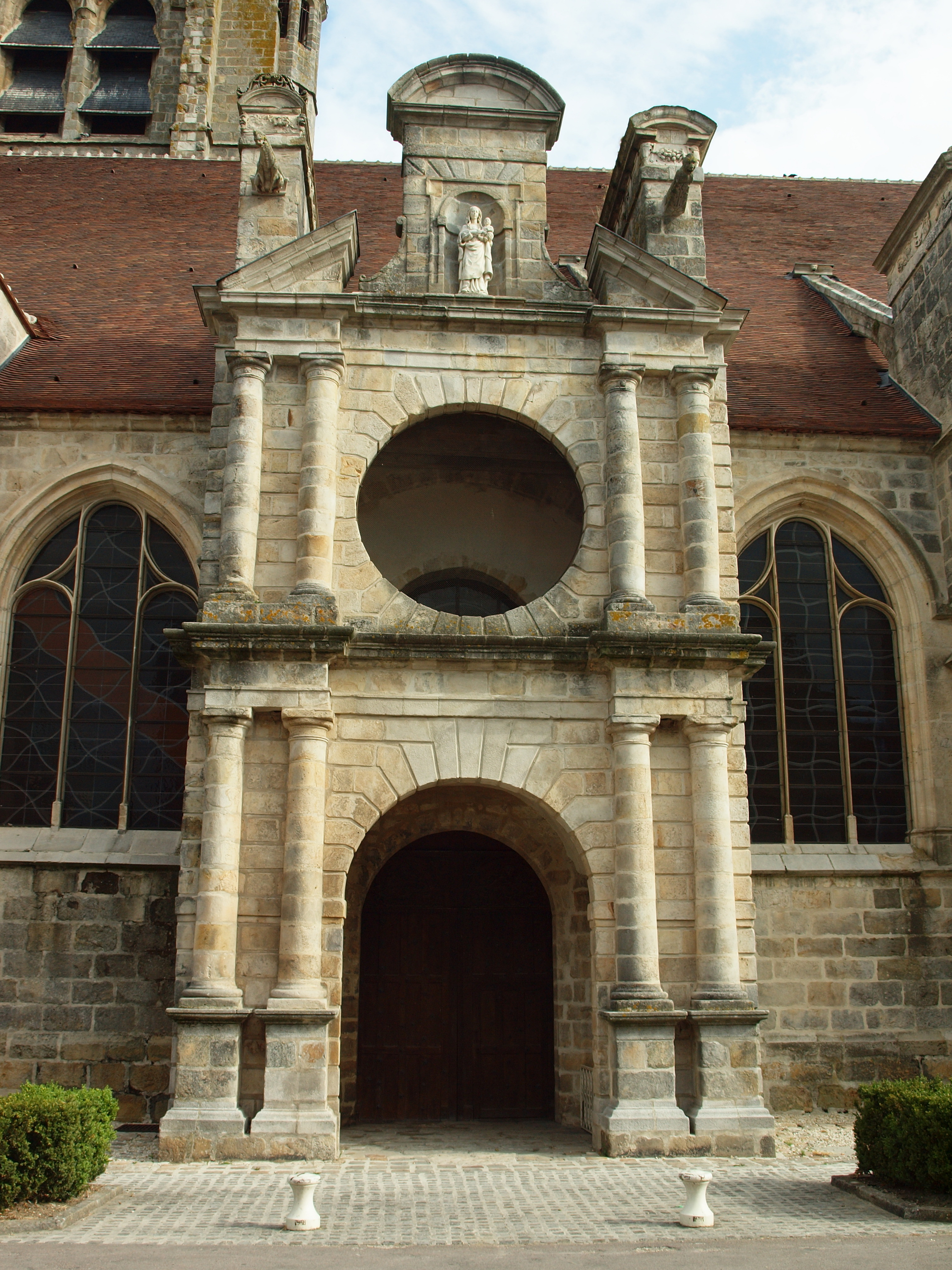
Portail latéral.